# Капикян, Альберт
Альберт Капикян (9 мая 1930 — 24 февраля 2014, Нью-Йорк, США) — американский ученый-вирусолог армянского происхождения, доктор медицинских наук, врач, основоположник разработки вакцины для ротавируса. Капикян совместно с Стивеном Файнстоуном и Робертом Перселлом открыли вирус гепатита А в 1975 году. Получил золотую медаль Альберта Б. Сабина (2005) за исследование вируса гастроэнтерита человека. Внес значительный вклад в области вирусологии. Капикяна часто называли отцом исследований вируса человеческого гастроэнтерита.

## Биография
Альберт Капикян родился в Нью-Йорке в 1930 году в семье армянских иммигрантов, которые перебрались на остров Эллис, спасаясь от геноцида на своей родине.
Капикян окончил медицинский колледж Корнелла в 1956 году и начал карьеру в Национальном институте здравоохранения в 1957 году. В 1967 году он был назначен заведующим отделом эпидемиологии Лаборатории инфекционных болезней.
За почти 60-ти летнюю карьеру Капикян опубликовал свыше 450 работ и получил более 60 патентов.
В 1972 году Капикян использовал метод иммунной электронной микроскопии в Национальном институте здравоохранения (США) для обнаружения норовируса.
Ежегодно ротавирусы убивают от 500 000 до 1 миллиона детей во всем мире, в основном в развивающихся странах. Одновременно с разработкой и лицензированием ротавирусной вакцины в США Капикян и другие неустанно работали с благотворительными организациями, чтобы сделать новую вакцину доступной по всему миру.
Капикян и его исследовательская группа определили способ передачи ротавируса, определили вирусные белки, критически важные для запуска иммунного ответа, и сформулировали вакцину, нацеленную на несколько важных штаммов ротавируса. Эти усилия в конечном итоге привели к разработке, тестированию и одобрению Управлением по санитарному надзору за качеством пищевых продуктов и медикаментов (США) в 1998 году первой ротавирусной вакцины. Впоследствии доктор Капикян возглавил разработку ротавирусных вакцин второго поколения, лицензированных фармацевтическими компаниями Бразилии, Китая и Индии.
Умер 24 февраля 2014 г. в возрасте 83 лет.

## Признание
Награды
- премия Ститта Ассоциации военных хирургов США (1974)
- медаль Министерства здравоохранения и социальных служб США за выдающиеся заслуги (1983)
- золотая медаль Альберта Б. Сабина (2005)[2]